# Torneo Cantonal de Tercera División por Santa Bárbara de Heredia (CONAFA) 1982
El Torneo Cantonal de Fútbol de Tercera División de CONAFA 1982, fue la edición número 61 de la (Segunda División de Ascenso) en disputarse, organizada por el Comité Nacional de Fútbol Aficionado.
Este Torneo constó de 6 equipos a nivel cantonal en Santa Bárbara de Heredia debidamente inscritos en el Comité Nacional de Fútbol Aficionado (CONAFA).
Y la escuadra campeona sería la que vestiría los colores barbareños y representante por la provincia de Heredia en la Tercera División de Costa Rica (2.ª. División de Ascenso).
La Selección campeona por Santa Bárbara es la A.D. Bárbareña y fue sin mayor éxito a eliminatoria regional. Los clubes clasificados la triangular final por Heredia fueron la A.D. San Lorenzo, A.D. Floreña de San Joaquín y Club Deportivo Jorge Muñóz Corea.
La Selección de Santa Bárbara Centro (A.D. Barbareña), juega el Torneo de CONAFA pues desciende de la Segunda División de Costa Rica. Entre tanto la A.D. Fraternidad de San Pedro sube a la Primera División de ACOFA.

## La clasificación por la Tercera División de Ascenso se dividió en 2 grupos
| 3.ª. División Cantonal de Ascenso (Grupo 1) | 3.ª. División Cantonal de Ascenso (Grupo 1)                 |
| ------------------------------------------- | ----------------------------------------------------------- |
| 1                                           | Selección Distrital del Centro A.D. Barbareña               |
| 2                                           | Selección Distrital de San Juan                             |
| 3                                           | Selección Distrital de Santo Domingo (El Roble Fútbol Club) |

| 3.ª. División Cantonal de Ascenso (Grupo 2) | 3.ª. División Cantonal de Ascenso (Grupo 2)                |
| ------------------------------------------- | ---------------------------------------------------------- |
| 1                                           | Selección Distrital del Centro (A.D. Machado)              |
| 2                                           | Selección Distrital de Barrio Jesús                        |
| 3                                           | Selección Distrital de Zetillal (Club Deportivo San Bosco) |

## Campeón Monarca Cantonal de Tercera División en Santa Bárbara de Heredia 1982
| Tercera División Cantonal Auspiciado por CONAFA 1981                                      | Tercera División Cantonal Auspiciado por CONAFA 1981 |
| ----------------------------------------------------------------------------------------- | ---------------------------------------------------- |
| Selección Campeona Cantonal de Tercera División de CONAFA. Asociación Deportiva Barbareña |                                                      |

## Ligas Superiores
- Primera División de Costa Rica 1982

- Campeonato de Segunda División de Costa Rica 1982-1983

- Campeonato de Tercera División de Costa Rica 1982

- Campeonato de Segunda División B de Ascenso por ACOFA 1982

## Ligas Inferiores
- Campeonato Juvenil por CONAFA 1982

- Campeonato de Cuarta División por ACOFA 1982

## Torneos
| Predecesor: Torneo 1981 | Torneo Cantonal de Fútbol en Santa Bárbara de Heredia (CONAFA) 1982 Torneo 1981 | Sucesor: Torneo 1983 |